# Spreewaldi uborka

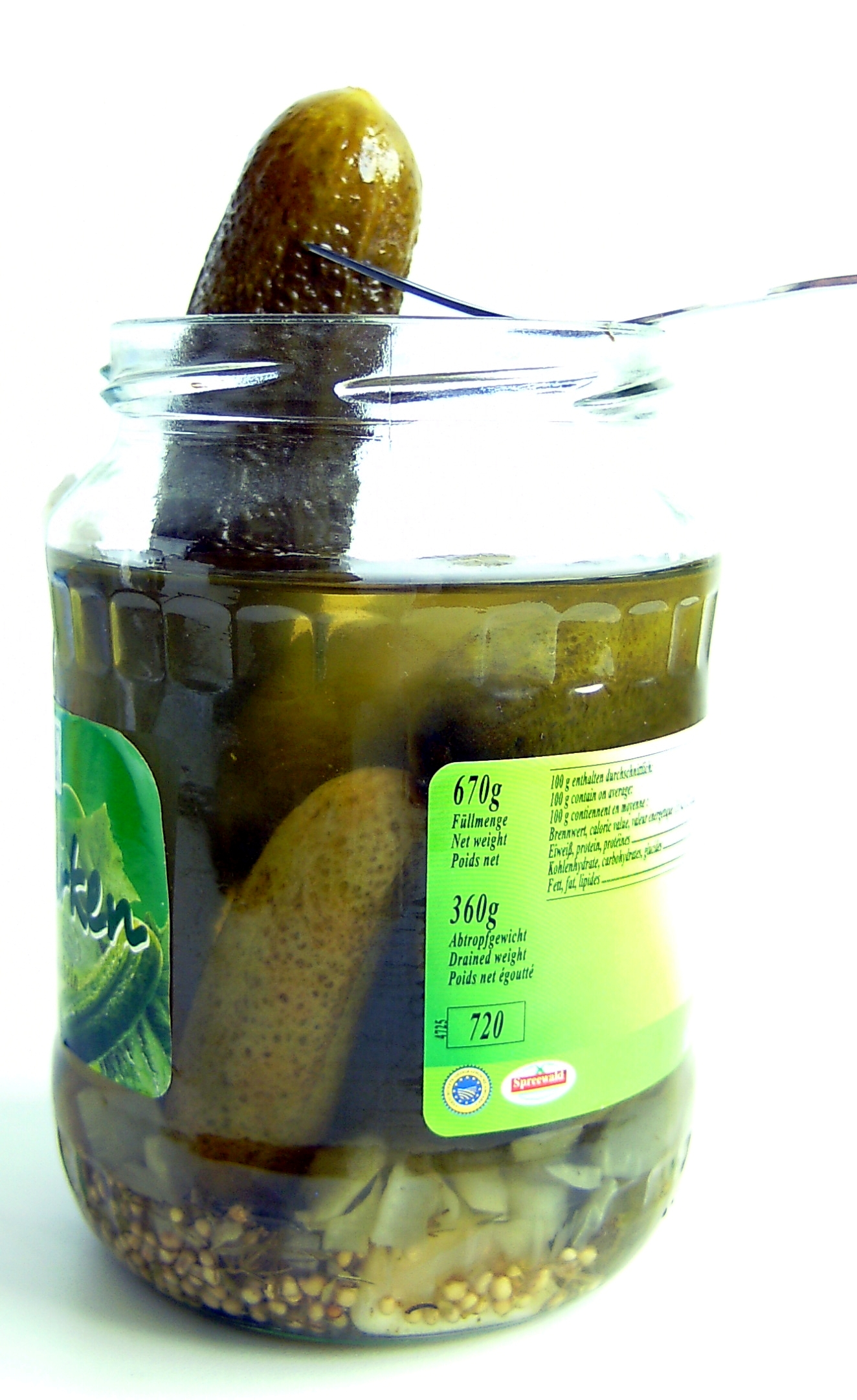
Spreewaldi uborka: itt éppen fokhagymás változatban

A spreewaldi uborka egy védett márkanév, ami a Brandenburgból származó befőttes uborkára vonatkozik. Ez az uborkakülönlegesség az NDK-ban nagyon elterjedt volt és a mai Németországban is nagyon közkedvelt.

## Történelem és előállítás
Már az 1870-es években úgy gondolta Theodor Fontane, hogy a spreewaldi uborka a mezőgazdasági termékek élén áll a brandenburgi Spreewaldban:
„A spreewaldi termékeknek nevezetesen Lübbenau-ban van a rakodóhelye, és innen kerülnek ki a nagyvilágba. Az itteni termékek közt vannak az uborkák is. Az elmúlt évek egyikében egy kereskedő 800 tucatot adott el hetente. Ez semmit nem jelentene Hamburgban vagy Liverpoolban, ahol megszokták, hogy mázsákban és tonnákban számoljanak, de hát »ahány ház, annyi szokás«, ha lemérik ezt a 800 tucatot, akkor ez jó hírnevet eredményez. Lübbenau nem időzik egyoldalúan egy árucikk eladásánál, és emiatt talán egy olyan ellenszenvet válthat ki maga ellen, hogy a tök és a torma egyenrangúan csatlakoznak…”
A nedves humuszban gazdag talaj és az időjárási viszonyok Spreewaldban segítik az uborka növekedését. A spreewaldi uborka speciális íze a feldolgozásnak és a hozzátett fűszereknek köszönhető. Az előállítok részben (mesterséges) aromát is tesznek hozzá. Míg korábban a nagy hordókban történő érlelési folyamat heteket is igénybe vett, manapság az uborka már egynapos feldolgozás után a boltokba kerül – legyen ez mustármagos, fűszeres vagy savanyú uborka. A feldolgozás közben az uborkát hetven Celsius-fokra melegítik nátronlúg hozzáadásával. A további hozzávalók összetétele még manapság is egy jól őrzött titka a körülbelül 20 konzervgyárnak. Ezek a hozzávalók, mint a bazsalikom, citromfű, szőlő-, cseresznye- vagy mogyorólevél adják a spreewaldi uborka ízét.
Az NDK idejében a spreewaldi uborkát a golßeni VEB Spreewaldkonzervgyár árulta. Németország egyesítése után 1990-ben a spreewaldi uborka azon kevés NDK-s termékek közé tartozott, melyek megszakítás nélkül kaphatóak voltak. Ez a befőttes uborka a Spreewälder Gurken márkanév alatt kapható, melyet 1999-ben az egész EU-ban levédtek.

## Termesztési vidék
Uborka ültetvények egész Spreewald területén fellelhetőek, ezeknek a legnagyobb része 1990 óta a spreewaldi bioszféra-rezervátum védettségét élvezi. A következő területek kínálnak uborka specialitásokat és uborkáról szóló dolgokat:
- Boblitz: RABE Konzervgyár Spreewald – idegenvezetés az uborkaszüret idején
- Golßen: Spreewaldkonzervgyár Golßen – az uborkagyártás folyamatát meg lehet tekinteni
- Leipe: Hagyományos zöldségek termesztése
- Lehde: Parasztház- és uborkamúzeum
- Schlepzig: Agrártörténeti Múzeum
- Lübbenau/Spreewald: Spreewald Múzeum

## Közismert és érdekes tények
2003-ban már nyugaton is nagy ismeretségre tett szert Wolfgang Becker többszörösen kitüntetett filmje, a Good bye, Lenin!, amiben a spreewaldi uborka is szerepet kap. Ebben a tragikomédiában az ifjú Alexander Kernernek (Daniel Brühl) már közvetlenül a rendszerváltás után nagy nehézséget okoz az, hogy az édesanyjának (Katrin Sass) megszerezze a hőn szeretett spreewaldi uborkát, amire feltétlenül szüksége van. Mindezt azért, hogy a beteg édesanyjának továbbra is azt a látszatot tudja kelteni, hogy az ő szemszögéből „egészséges NDK-s világ” még létezik.
Ezen kívül még létezik egy uborka-kerékpárút. A túra egy 250 km-es körutazást foglal magába, ami a spreewaldi uborkát termő területeken megy keresztül. Útközben meg lehet kóstolni a különböző fűszeres és mustármagos uborkakülönlegességeket. Az út folyamán számtalan látványosság és szabadidő-eltöltési lehetőség van. Az utazók kapnak egy térképet, amin be vannak jelölve a nevezetességek és a környező falvak ételei.
Az évente megrendezett Spreewald-maratonon, ami futásból, kerékpározásból, túrázásból, evezésből és ünneplésből áll, ezt mondják kezdéskor: „Vigyázz, kész, uborka!”